# 민족일보

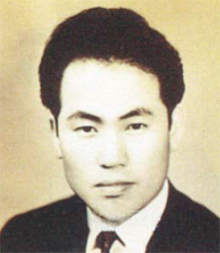
조용수

민족일보(民族日報)는 1961년 2월 13일부터 1961년 5월 19일까지 발행되었던 대한민국의 진보성향 일간지였다. 발행인은 조용수였고, 논설위원은 송지영, 양호민이었다.

## 개요
이승만의 하야로 치러진 1960년의 5대 총선에서 사회대중당을 창당한 진보세력은 민의원 4석, 참의원 1석의 대참패를 당하며 자유당이 몰락한 국회에서 민주당의 일당독주를 허용했다.

### 창간
조용수, 양호민 등의 진보성향 언론인들은 진보정당의 재건 및 대북강경책의 허구를 국민들에게 알리는 언론이 필요하다는 것을 간파하고, 망명정객 이영근을 통해 민단으로부터 자금을 조달받아 1961년 2월 13일에 민족일보를 창간한다. 이 신문은 창간 준비 당시에는 ‘대중일보(大衆日報)’라는 이름으로 시작하였다가, ‘민족일보’로 바꾸어 등록허가를 받은 블랭킷판 4면제의 단간제(單刊制) 신문이었다.
창간 이전인 1월 29일, 민주당 김준섭 의원으로부터 "내달 2월 13일에 창간한다는 신문이 조총련의 자금을 조달받아서 만든다더라"라고 색깔론 공세를 받았다. 이에 국무원 사무처가 민족일보를 인쇄하고 있던 서울신문(당시 정부 직할기업체)에 대하여 민족일보 인쇄를 즉각 중지하라는 통고를 하였다. 이때문에 민족일보는 3일간 휴간하였다. 국무원 사무처측에서는 인쇄계약이 정부의 사전양해없이 이루어졌고 언론창달과 정부의 재산관리는 별개라는 입장을 보였다.
민족일보 측에서는 분명한 언론탄압이며 손해배상 소송과 국제신문인협회에 고발하겠다고 하였다.
당시 민주당 대변인은 정부관리하의 기업체에게 정부가 어떤 지시를 내리든 정부의 재량이지만 공익기관인 신문이므로 민족일보측에 5일전 미리 통고하여 여유를 주는게 옳았다고 하였다.
신문의 논조는 북한을 "북괴"로 지칭하고, 김일성을 니키타 흐루쇼프의 꼭두각시"로 묘사하는 등 반공주의 성향에 충실했다.

### 폐간
1961년 5·16 군사정변으로 정권을 탈취한 박정희가 "용공분자 색출"이라는 목적 하에 대북강경책과 노동자 탄압을 비판해오던 민족일보를 희생양으로 삼아 발행인 조용수와 논설위원 송지영을 비롯한 민족일보 수뇌부 10인을 구속한 뒤 5월 19일 92호를 마지막으로 폐간 선고를 내렸고, 10월 31일 최종공판에서 조용수, 안신규, 송지영에게 사형을 선고했다.
송지영 논설위원, 안신규 감사 등은 무기징역형을 받았다.
1961년 12월 20일 박정희가 형을 재가한 다음날 서대문형무소에서 조용수에 대한 사형이 집행되었다.
1961년 9월 공부보의 자료에 의하면, 당시 동아일보가 23만 3,774부, 한국일보가 17만 4,565부, 조선일보 13만 3,368부, 경향신문이 8만 185부, 민족일보가 4만 532부를 발행했다. 창간 첫해에 민족일보가 가두판매만으로 4만 여부나 팔려 당시 민족일보에 대한 국민들의 폭발적인 반응을 알 수 있다.

### 명예회복
국내외 각계의 진정과 호소로 사형언도자 3명 중 감사 안신규(安新奎), 논설위원 송지영(宋志英)은 무기징역으로 감형되었으나, 사장 조용수는 사형이 집행되었다. 이른바 ‘민족일보사건’이라 일컬어지는 이 사건은 명목상으로 신문인이 극형, 또는 중형을 받은 대한민국 최초의 필화사건이다. 《민족일보》와 조용수 사건은 지난 2006년 11월 과거사위원회로부터 명예를 회복 받았고, 2008년 1월 16일 서울중앙지법 형사합의22부가 재심에서 북한의 활동에 동조했다는 특수범죄 처벌에 관한 특별법 혐의로 사형이 선고됐던 조용수에게 무죄를 선고했다.

## 같이 보기
- 조용수 (1930년)
- 송지영
- 5.16 쿠데타
- 국가재건최고회의